# Siennica (gemeente)
De gemeente Siennica is een landgemeente in het Poolse woiwodschap Mazovië, in powiat Miński.
De zetel van de gemeente is in Siennica.
Op 30 juni 2004 telde de gemeente 6971 inwoners.

## Oppervlakte gegevens
In 2002 bedroeg de totale oppervlakte van gemeente Siennica 110,73 km², waarvan:
- agrarisch gebied: 77%
- bossen: 15%

De gemeente beslaat 9,51% van de totale oppervlakte van de powiat.

## Samorząd gminy
- Wójt: Grzegorz Zieliński
- Zastępca wójta: Radosław Legat
- Skarbnik: Krystyna Pałdyna
- Sekretarz: Wiesława Pieńskowska

## Demografie
Stand op 30 juni 2004:
| Omschrijving                   | Totaal | Totaal | Vrouwen | Vrouwen | Mannen | Mannen |
| ------------------------------ | ------ | ------ | ------- | ------- | ------ | ------ |
| eenheid                        | aantal | %      | aantal  | %       | aantal | %      |
| inwoners                       | 6971   | 100    | 3471    | 49,8    | 3500   | 50,2   |
| bevolkingsdichtheid (inw./km²) | 63     | 63     | 31,3    | 31,3    | 31,6   | 31,6   |

In 2002 bedroeg het gemiddelde inkomen per inwoner 1202,32 zł.

## Administratieve plaatsen (sołectwo)
Bestwiny, Borówek, Boża Wola, Budy Łękawickie, Chełst, Dąbrowa, Dłużew, Drożdżówka, Dzielnik, Gągolina, Grzebowilk, Julianów, Kąty, Kośminy, Krzywica, Kulki, Lasomin, Łękawica, Majdan, Nowa Pogorzel, Nowe Zalesie, Nowodwór, Nowodzielnik, Nowy Starogród, Nowy Zglechów, Pogorzel, Ptaki, Siennica, Siodło, Stara Wieś, Starogród, Strugi Krzywickie, Swoboda, Świętochy, Wojciechówka, Wólka Dłużewska, Zalesie, Zglechów, Żaków, Żakówek.

## Aangrenzende gemeenten
Cegłów, Kołbiel, Latowicz, Mińsk Mazowiecki, Parysów, Pilawa